# Кизи (језеро)
Кизи (озеро) (рус. Кизи) је језеро у Русији. Налази се на територији Хабаровске Покрајине. Површина језера износи 280 km².